# Leslie Rawlins
Leslie Rawlins, né le 28 juin 1954 à Buenos Ayres (en), est un coureur cycliste sur piste trinidadien, spécialisé dans les épreuves de vitesse. Il est le frère cadet de Winston, plus connu sous le sobriquet de "Mighty CRO CRO", chanteur de calypso.

## Repères biographiques
Leslie Rawlins naît le 28 juin 1954 à Buenos Ayres (en), village de la région de Siparia, au sud de l'île de Trinité à Trinité-et-Tobago. Il est le frère cadet d'une fratrie de deux. Son aîné Winston est connu dans l'archipel comme chanteur de calypso. Il suit une scolarité primaire et secondaire dans les établissements publics de Buenos Ayres puis poursuit ses études à Point Fortin.
Chaque jour après la classe, Leslie Rawlins effectue un parcours en vélo où un entraîneur de cyclisme le repère. Il le persuade de venir dans son club. Dans un premier temps, son père n'est pas favorable à ce que son fils devienne un athlète, préférant plutôt qu'il poursuive ses études comme son frère et obtienne le GCE (en) (diplôme d'étude secondaire). Cependant conscient de l'enthousiasme de son fils pour le cyclisme, le père cède, Leslie Rawlins rejoint le club et commence la compétition. Dans la catégorie junior, il dispute sept courses et les remporte toutes les sept.
En 1974, âgé de vingt ans, Rawlins participe aux premiers championnats panaméricains de cyclisme, organisés en Colombie. Il y obtient le bronze dans la discipline du kilomètre. Deux ans plus tard, lors des deuxièmes championnats, Leslie Rawlins s'adjuge la médaille d'or devant son compatriote Ian Atherly en vitesse individuelle. Ce qui lui permet de représenter son pays aux Jeux olympiques de 1976. À Montréal, Rawlins ne peut néanmoins pas dépasser le premier tour. Dix ans plus tard, âgé alors de trente-deux ans, il réussit à obtenir la médaille d'argent de la vitesse, lors des Jeux d'Amérique centrale et des Caraïbes, disputés en République dominicaine, démontrant toute sa persévérance dans un sport commencé des années auparavant.
Au cours de sa carrière, Leslie Rawlins remporte de nombreux titres nationaux et distinctions de toute sorte. Il est, aujourd'hui, retiré du cyclisme de compétition. Rawlins est maintenant propriétaire d'une entreprise de nettoyage et réside avec son épouse à Couva, capitale de la région de Couva-Tabaquite-Talparo. Il garde précieusement ses équipements et matériels de cyclisme, symboles d'une période importante de sa vie passée.
Les "Repères biographiques" sont tirés exclusivement de la biographie faite par la First Citizens Sports Foundation.

## Palmarès

### Jeux olympiques
- Montréal 1976
  - Disqualifié au repêchage du premier tour de la vitesse individuelle[1].

### Jeux du Commonwealth
- Edmonton 1978
  - Huitième de la vitesse individuelle[2].
  - 18e du kilomètre[2].
  - 25e de la course scratch[2].

### Championnats panaméricains
- Cali 1974
  -  Médaillé de bronze du kilomètre.
  - Éliminé au deuxième tour de la vitesse individuelle[3].
- San Cristóbal 1976
  -  Médaillé d'or de la vitesse individuelle.
- Saint-Domingue 1978
  - Participation à la vitesse individuelle[4].

### Jeux d'Amérique centrale et des Caraïbes
- Santiago de los Caballeros 1986
  -  Médaillé d'argent de la vitesse individuelle[5].